# Generalizzazione cartografica
La generalizzazione cartografica è una metodologia attraverso la quale vengono selezionate informazioni da rappresentare su una mappa in modo che si adattino alla scala della mappa stessa, non necessariamente conservando tutti i dettagli e dati cartografici. Al cartografo è data licenza per regolare il contenuto all'interno delle mappe, in modo da poter creare una mappa adatta alle esigenze di scala, che trasmetta informazioni geospaziali, mantenendo il giusto equilibrio tra l'obiettivo e l'attualità del soggetto che viene mappato della mappa.
Mappe ben generalizzate sono quelli che sottolineano i più importanti elementi della mappa, pur rappresentando il mondo nel modo più fedele e riconoscibile. Il livello di dettaglio e di importanza in ciò che è rimasto sulla mappa deve superare l'insignificanza di elementi che sono stati generalizzati.

## Tecniche
La Generalizzazione cartografica si basa essenzialmente sulle seguenti tecniche:

### Selezione
La Generalizzazione cartografica ha lo scopo di ridurre la complessità del mondo reale riducendo in maniera strategica dettagli non necessari o secondari. Una metodologia attraverso la quale informazioni geospaziali possono essere rimossi è attraverso il processo di selezione.
Il cartografo deve selezionare alcuni elementi che ritiene i più importanti e rilevanti da mantenere a quella specifica scala. In questa tecnica alcuni elementi vengono semplicemente esclusi nella rappresentazione della mappa. Un esempio è rappresentato dalle cartografie stradali dove ad alti livelli di zoom, le strade secondarie vengono eliminate per dar maggiore risalto alle strade principali.

### Semplificazione
Nel processo di generalizzazione non vengono solamente rimossi dei dati, ma vengono anche semplificati i dati rimanenti.
Con la tecnica della semplificazione la geometria degli oggetti viene alterata per ridurne la complessità e aumentarne la visibilità. Mappe a scale più piccole devono avere geometrie più semplificate per il semplice fatto che rappresenta aree geografiche più estese. Esempio di semplificazione potrebbe essere quello della linea di costa, molto dettagliata ad alte scale per rappresentare insenature e fiordi, dovrà ridurre sostanzialmente il numero di punti che rappresentano le sue linee a scale ridotte per rappresentare solamente la geometria sommaria della stessa.

### Combinazione
La tecnica di combinazione prevede che due elementi cartografici possano essere combinati tra loro quando la loro separazione è irrilevante per la scala della mappa. Un esempio possono essere quello di una rete stradale, dove un'autostrada, rappresentata con poligoni rappresentanti le varie corsie, possa essere combinata in un unico poligono indicante solamente la strada. Un altro esempio potrebbero essere la rappresentazione del suolo edificato, dove una mappa dettagliata mostra ogni singolo edificio, che con la tecnica di combinazione diventa un unico grande centro abitato in una mappa a basso dettaglio.

### Smoothing
Lo smoothing è un processo che viene applicato agli elementi delle mappe per fargli acquisire una geometria più piacevole e con meno angoli vivi. Un esempio molto evidente dello smoothing possono essere le curve di una strada di montagna che in una carta a scale molto basse potrebbero diventare molto spigolose, lo smoothing cerca di renderle più morbide mentendo comunque un basso numero di punti per descriverle.

### Valorizzazione
Un ulteriore metodo di generalizzazione è infine quello della valorizzazione. La valorizzazione consiste nell'evidenziare in maniera specifica alcuni elementi, utilizzando una specifica vestizione cartografica, in maniera da dare le stesse informazioni utilizzando geometrie meno complesse. Ad esempio, supponiamo in una rete stradale rappresentata da multiple corsie abbia improvvisamente una riduzione di corsia passando da 6 a 4 corsie. In una scala minore, la stessa informazione può essere rappresentata facendo collassare tutte le corsia in una singola linea, che avrà un colore rosso durante le 6 corsie e un coloro arancio quando le corsie diventano 4.